# Barrelhouse
Un Barrelhouse es el nombre que recibe un tipo de establecimientos de baja categoría, situado en los barrios negros de las grandes ciudades de Estados Unidos, en los que se sirve básicamente cerveza y brandy casero, directamente desde el tonel (barrel), colocado sobre la barra. Por su características es similar a los juke joint y a los honky tonks, aunque estos son más específicos y han estado históricamente ligados a la prostitución.
Aparecieron en Nueva Orleans a comienzos del siglo XX y, con frecuencia, están vinculados a la música. Tradicionalmente solían ser pianistas acompañados de instrumentistas caseros (kazoo, jug, armónica...), en un estilo pesado y primitivo relacionado con el blues y el boogie woogie, que destacaba los aspectos percusivos de los instrumentos, y que se conoció como barrelhouse music. No se conservan verdaderas grabaciones de barrelhouse music, aunque los registros de Jimmy Yancey, Mead Lux Lewis, Cow Cow Davenport o Pinetop Smith, pueden dar una idea del mismo. El pianista Jess Stacy grabó un tema denominado Barrelhouse (1935), mucho más refinado de lo que era la música de referencia.